# Cosmophasis pulchella
Cosmophasis pulchella là một loài nhện trong họ Salticidae.
Loài này thuộc chi Cosmophasis. Cosmophasis pulchella được Lodovico di Caporiacco miêu tả năm 1947.